# Sanktuarium Matki Sprawiedliwości i Miłości Społecznej w Piekarach Śląskich

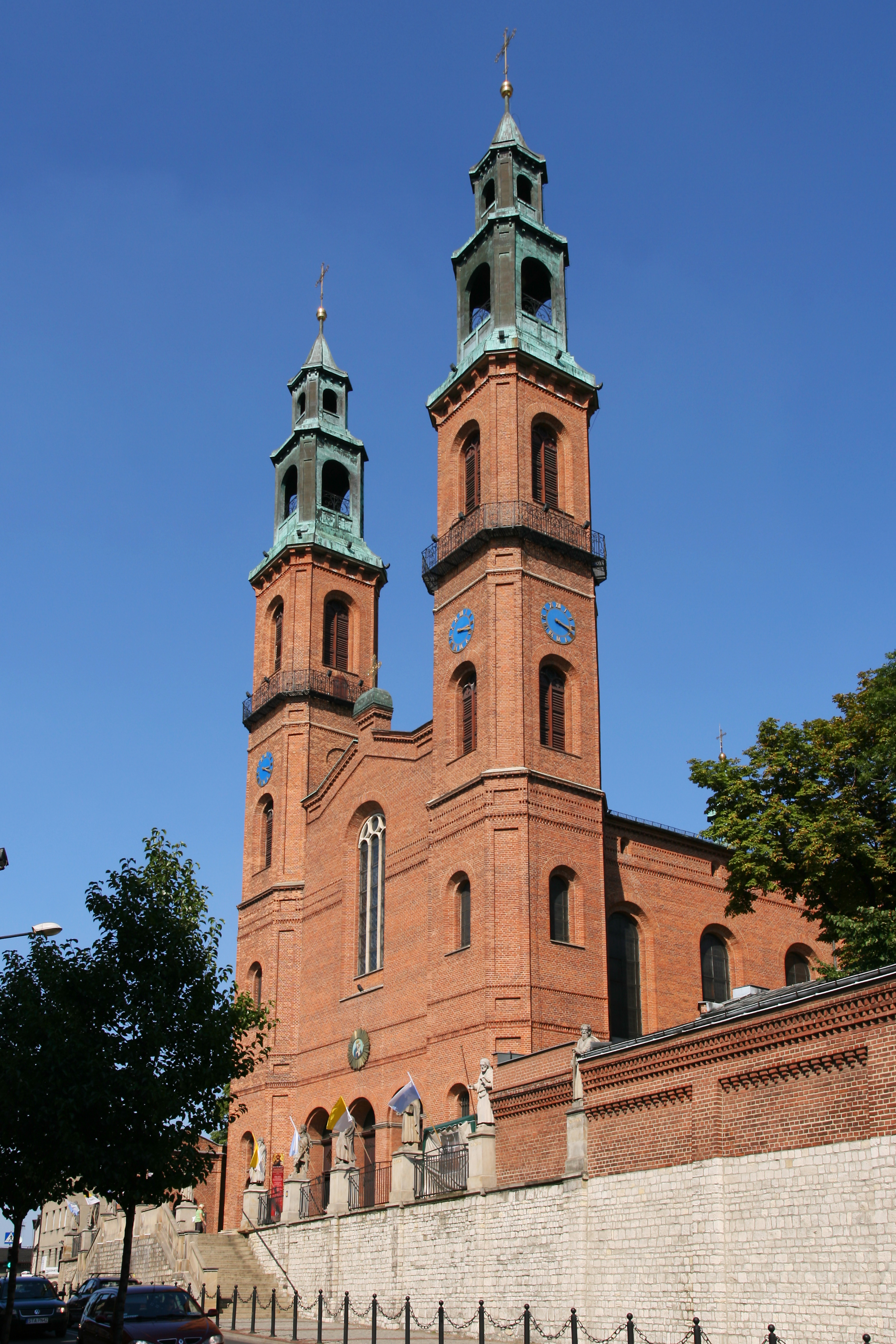
Bazylika NMP i św. Bartłomieja

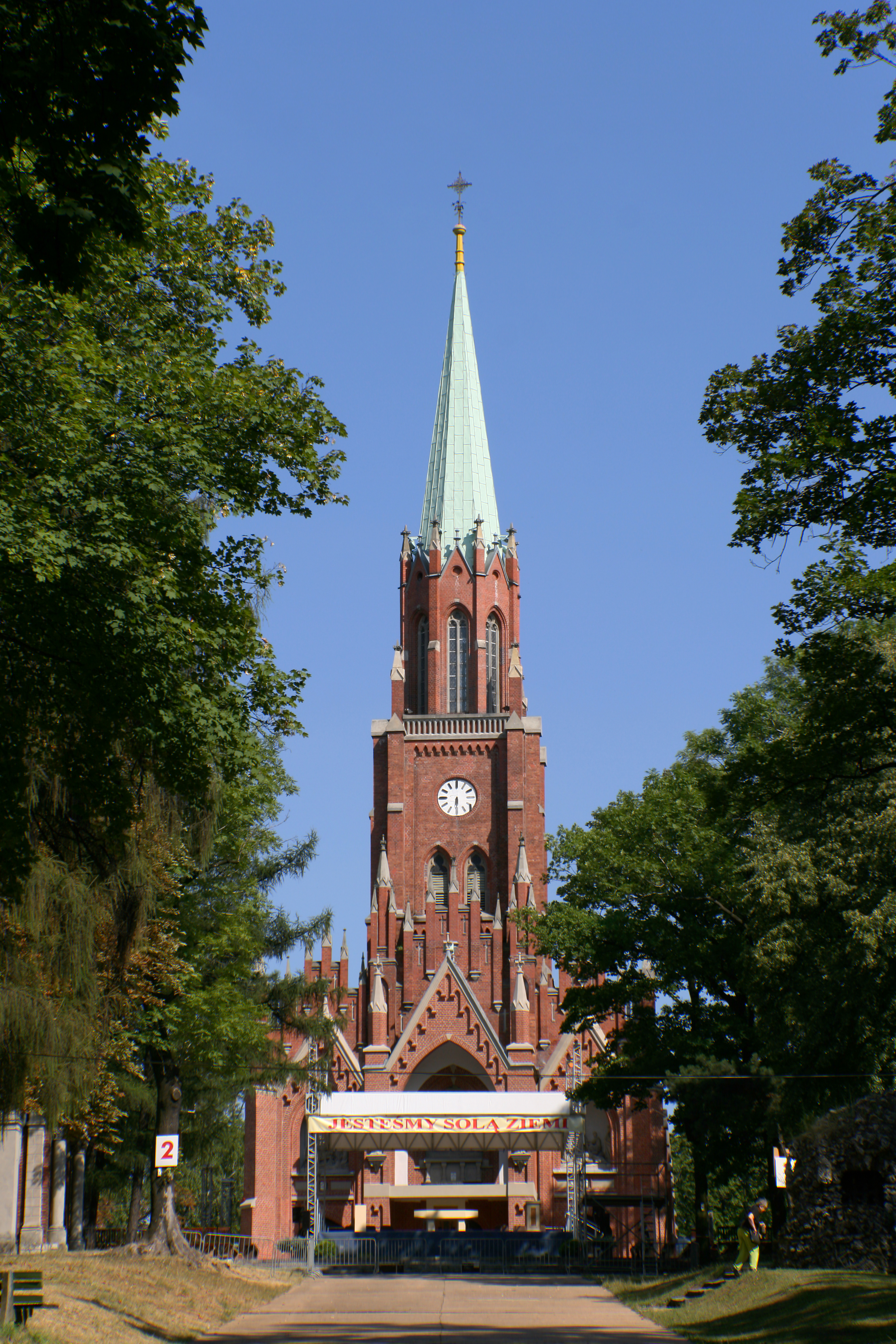
Kościół Zmartwychwstania Pańskiego

Sanktuarium Matki Sprawiedliwości i Miłości Społecznej w Piekarach Śląskich – największe na Śląsku miejsce pielgrzymkowe związane z kultem maryjnym. Początki sanktuarium w Piekarach Śląskich sięgają XVII wieku, gdy ks. proboszcz Jakub Roczkowski umieścił w ołtarzu głównym odnowiony wizerunek Matki Bożej, który dotychczas znajdował się w bocznej kaplicy.
W jego skład wchodzą:
- Bazylika Najświętszej Marii Panny i św. Bartłomieja
- Kalwaria Piekarska.

Obecnie, od 2021 roku, proboszczem i kustoszem sanktuarium jest ks. kan. dr Mirosław Godziek. Wcześniej w latach 2018-2021 proboszczem i kustoszem był ks. Krzysztof Fulek.

## Pielgrzymki
W okresie międzywojennym XX w. w Piekarach Śląskich rozpoczęto organizowanie pielgrzymek stanowych:
- mężczyzn i młodzieńców (ostatnia niedziela maja)
- kobiet i dziewcząt (niedziela po 15 sierpnia).

W każdej z nich uczestniczy około 100-150 tys. pątników, gromadzących się na Wzgórzu Kalwaryjskim. Plielgrzymki były kontynuowane po IIWŚ.
Od 1992 w przeddzień stanowej pielgrzymki mężczyzn do Matki Boskiej Piekarskiej organizowane są sympozja naukowe, poświęcone kulturowym i społecznym problemom Górnego Śląska w aspekcie katolickiej nauki społecznej.

## Sławni pielgrzymi
Na przełomach wieków sanktuarium piekarskie odwiedziło wiele osobistości życia społecznego i politycznego, między innymi:
- Jan III Sobieski (1683)
- Karolina Piastówna (1688)
- August II Mocny (1697)
- August III Sas (1733)
- Fryderyk Wilhelm IV (1819, 1846)
- Józef Piłsudski (1922)
- Stanisław Szeptycki (1922)
- Józef Haller (1922)
- Stanisław Wojciechowski (1923)
- Eugeniusz Kwiatkowski (1937, 1939)
- Brat Roger (1973, 1975, 1979, 1981)
- Matka Teresa z Kalkuty (lipiec 1986)[4]
- Lech Wałęsa (1989)
- Hanna Suchocka (1992)
- Jarosław Kaczyński (2007, 2010)
- Rocco Buttiglione (2009)
- Tim Guénard (2012)
- Bronisław Komorowski (2013)
- Beata Szydło (2016)
- Andrzej Duda (2017)[5].

W ostatnich latach do Piekarskiej Pani licznie pielgrzymowali również wysocy hierarchowie kościelni, między innymi:
- Achille Ratti, późniejszy papież Pius XI (1920)
- Karol Wojtyła, późniejszy papież Jan Paweł II (1965, 1966, 1967, 1968, 1971, 1972, 1973, 1974, 1975, 1976, 1977, 1978)
- Benedykt XVI, papież (przelot helikopterem w 2006)
  - kardynałowie Melchior von Diepenbrock, Georg Kopp, Edmund Dalbor, August Hlond, Lorenzo Lauri, Louis-Ernest Dubois, Francesco Marmaggi, Stefan Wyszyński, Paul Gouyon, Franz König, Bolesław Kominek, Sebastiano Baggio, Luigi Poggi, Henryk Gulbinowicz, Franciszek Macharski, Miloslav Vlk, Ignacy Jeż, Józef Glemp, Stanisław Nagy, Stanisław Dziwisz, Kazimierz Nycz, Joachim Meisner, Dominik Duka
  - arcybiskupi Józef Gawlina, Jerzy Stroba, Antoni Baraniak, Tadeusz Gocłowski, Alfons Nossol, Stanisław Szymecki, Władysław Ziółek, Zygmunt Kamiński, Damian Zimoń, Tadeusz Kondrusiewicz, Szczepan Wesoły, Wiktor Skworc, Józef Życiński, Józef Wesołowski, Józef Michalik, Józef Kowalczyk, Telesphore George Mpundu, Mieczysław Mokrzycki, Stanisław Budzik, Józef Kupny, Piero Marini, Konrad Krajewski
  - biskupi Jan Hieronim Kryszpin-Kirszensztein, Arkadiusz Lisiecki, Teofil Bromboszcz, Juliusz Bieniek, Wojciech Tomaka, Bohdan Bejze, Stefan Bareła, Franciszek Jop, Władysław Jędruszuk, Czesław Falkowski, Anatol Nowak, Marian Józef Ryx, Wincenty Tymieniecki, Stanisław Adamski, Herbert Bednorz, Czesław Domin, Józef Kurpas, Jan Śrutwa, Stefan Cichy, Gerard Bernacki, Gerard Kusz, Adam Śmigielski, Tadeusz Pieronek, Janusz Zimniak, Piotr Libera, Jan Wieczorek, Anton Coșa, Grzegorz Kaszak, Edward Dajczak, Bronisław Bernacki, Tadeusz Rakoczy, Andrzej Jeż, Andrzej Czaja, Jan Kopiec, Piotr Greger.